# Lömsk flugsvamp
Lömsk flugsvamp (Amanita phalloides) är en dödligt giftig svamp i släktet flugsvampar. Hatten är vanligtvis grönaktig med mörkare trådar samt vita skivor och vitt sporpulver. Färgen är dock mycket variabel, och ljusare, nästan helt vita exemplar förekommer. Foten har mörka, oregelbundet formade band och en högt placerad ring som delvis kan saknas. Nertill är den förstorad och omsluten av en bladslida. Svampen växer företrädesvis under ekar, bokar och hassel. Fruktkropparna växer normalt fram under sensommar till tidig vinter.

## Utbredning
Arten förekommer huvudsakligen och ursprungligen i Europa, men numera även i Nordamerika, sydöstra Australien, Sydamerika, Asien och Afrika. I Sverige har den en sydlig utbredning upp till Mälardalen.

## Giftighet
Det huvudsakliga giftet i lömsk flugsvamp är amanitin, och arten anses vara en av världens giftigaste svampar. Även små mängder är farliga att förtära. Giftet angriper främst njurar och lever, och kan leda till döden om vård inte kan sättas in snabbt.  Svampen kan lätt förväxlas med den ätliga grönkremlan, då svamparna uppifrån sett kan vara väldigt lika.